# Burgunzi

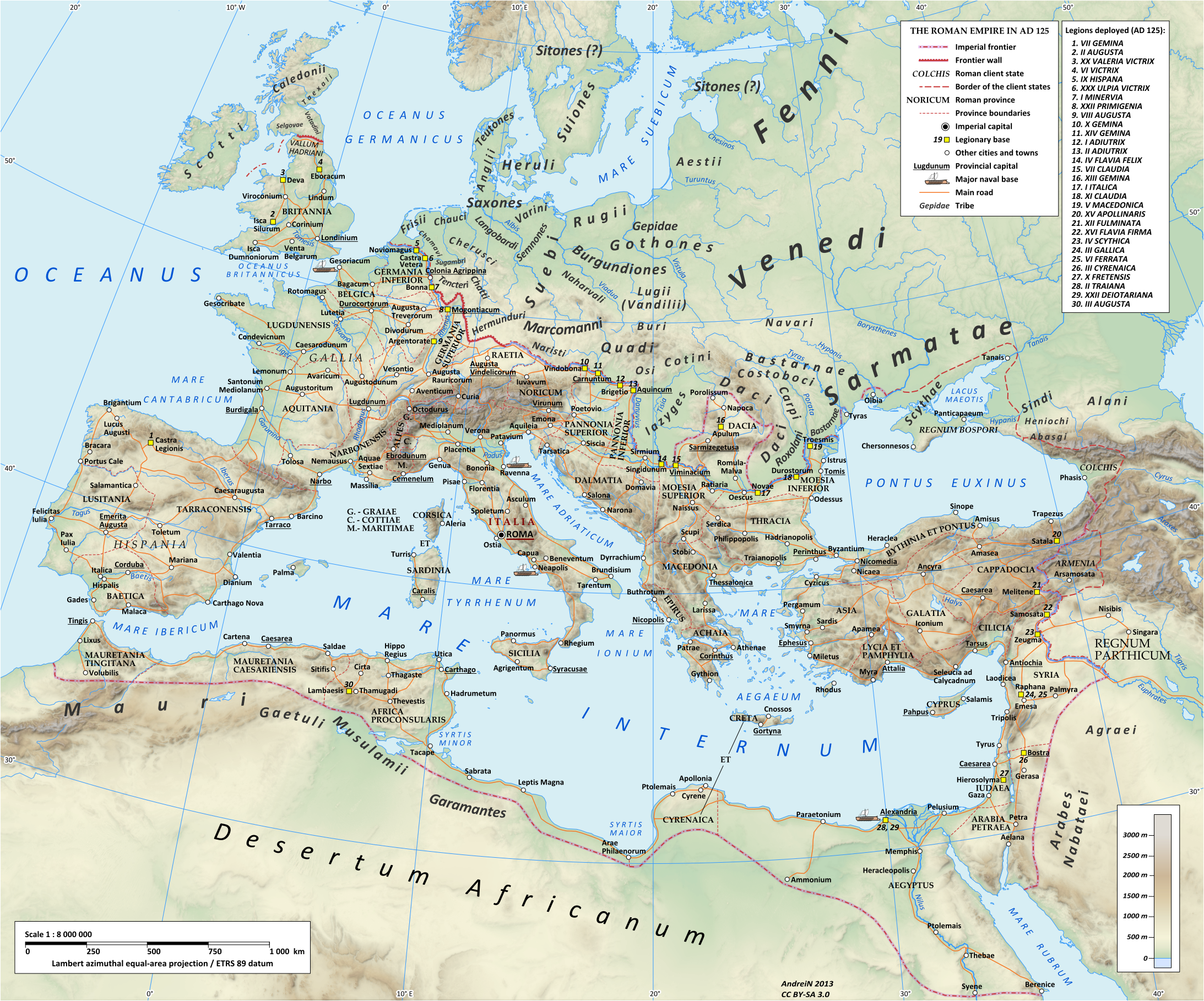
Imperiul Roman, în anul 125, sub Hadrian

Burgunzii erau un popor germanic, din ramura estică. Sunt originari probabil de pe teritoriul actualului stat Norvegia sau de pe insula Bornholm (Burgundarholm), insulă aparținând astăzi Danemarcei și situată în Marea Baltică. Denumirea acestei insule ar însemna « insulița burgunzilor ».

## Istorie

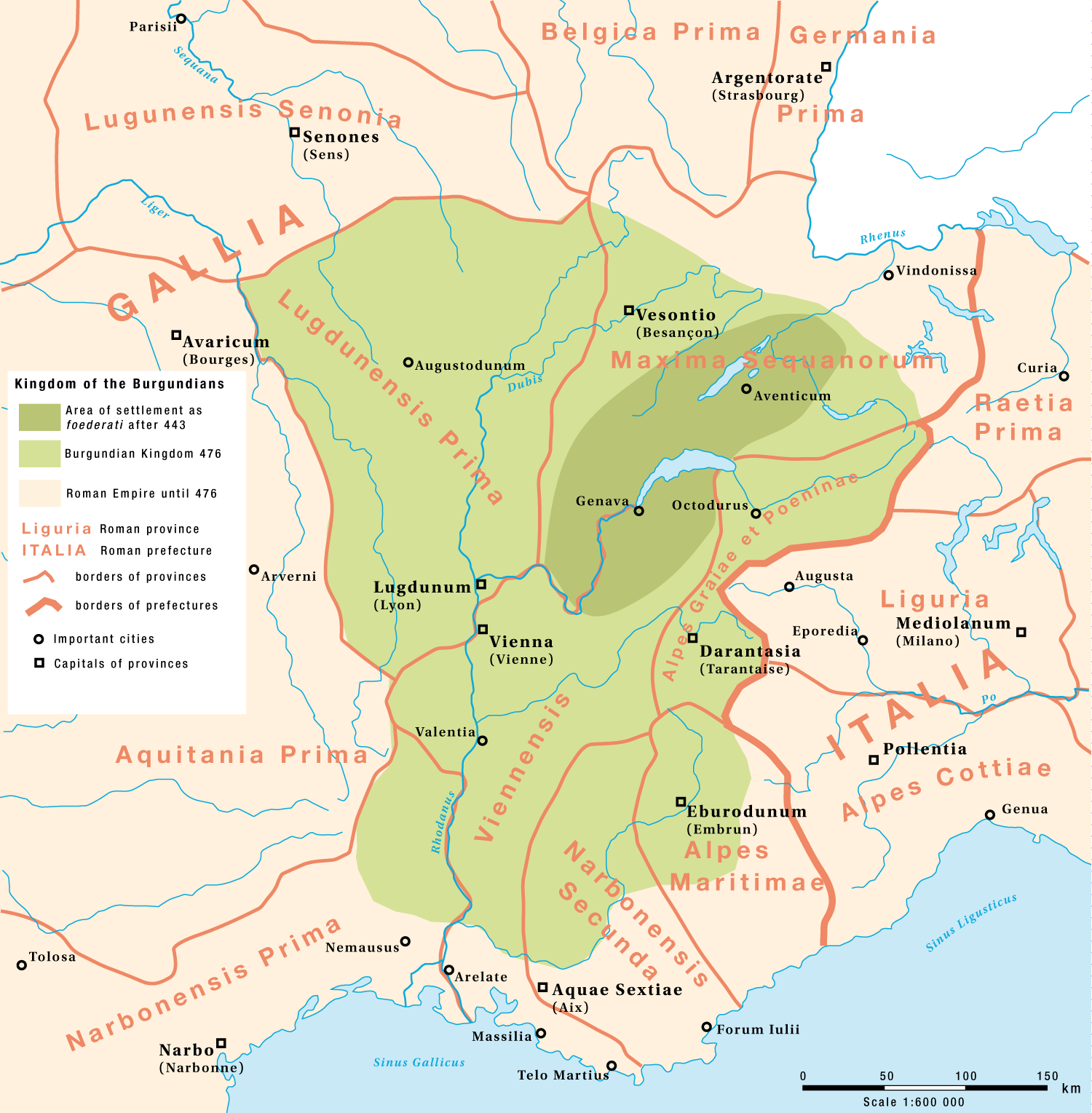
Harta Burgondiei (Regnum Burgundiæ)

Pentru prima oară, triburile burgunde sunt menționate, în a doua jumătate a secolului I d.Hr., în lucrările lui Plinius cel Bătrân, care scria în anul 78 că poporul burgund se găsea în primul secol al erei creștine în actuala Pomerania (în Polonia vestică), între Oder și Vistula . Mai precis, în acea epocă, teritoriul său era delimitat la est de Vistula, la vest de Warta până la confluența sa cu Noteć, la nord și la sud de teritoriul rugilor. Potrivit istoricului Iordanes, burgunzii ocupau încă, același teritoriu, în anul 245.. Cam la aceeași dată, tot potrivit scrierilor lui Iordanes, printr-un atac, gepizii conduși de regele Fastida, îi înfrâng pe burgunzi, pe teritoriul lor; după această înfrângere, burgunzii sunt practic mult slăbiți, ceea ce i-a determinat, se pare, să se deplaseze spre vest.
Burgunzii au participat  la invaziile barbare și la migrațiile de la sfârșitul Antichității și de la începutul Evului Mediu. În anul 411, au traversat Rinul și au format un regat la Worms. În mijlocul luptelor dintre romani și huni, Regatul burgund a ajuns să ocupe teritoriul care se află astăzi la granița dintre Elveția, Franța și Italia. Aici, burgunzii au reușit să fondeze un regat pe care l-au dezvoltat în comunitate cu galo-romanii, autohtoni în respectivul teritoriu. Burgunzii au fost cultural și lingvistic romanizați de populația galo-romană. Regatul burgund se întindea în regiunea Elveției Romande și în sfertul de sud-est al Galiei. Această entitate teritorială, rezultat al fuziunii reușite a celor două etnii, burgundă și galo-romană, a primit denumirea de Burgondia, regat denumit și regnum Burgundiæ, de unde a rămas până azi, denumirea regiunii franceze Bourgogne. Politica tolerantă și abilă urmată de suveranii burgunzi a dus la crearea unei identități, a unui sentiment național burgund. · . Teritoriul burgunzilor va fi curând supus de merovingieni, care din Galia începeau să se extindă teritorial spre est (Europa Centrală). 

### Lucrări recente
- fr  Katalin Escher, Les Burgondes : Ie-VIe siècle apr. J-C, Éditions Errance, coll. « Civilisations et cultures », 2006 (ISBN 2-87772-325-9)
- fr  Katalin Escher, Genèse et évolution du deuxième royaume burgonde (443-534) : les témoins archéologiques, Oxford, British Archaeological Reports Ltd, coll. « British Archaeological Reports British Series », 15 Sep 2005, 1101 p. (ISBN 1841718416)
- fr  Justin Favrod, Les Burgondes. Un royaume oublié au cœur de l'Europe, Presses polytechniques et universitaires romandes, 2002 (ISBN 2880745969) Citiți online
- fr  Odet Perrin, Les Burgondes : Leur histoire, des origines à la fin du premier Royaume (534), Éditions de la Baconnière Neuchâtel, 1968, 590 p.